# Osmoxylon miquelii
Osmoxylon miquelii là một loài thực vật có hoa trong Họ Cuồng cuồng. Loài này được Boerl. mô tả khoa học đầu tiên năm 1887.